# Fachi
Fachi este o comună rurală din departamentul Bilma, regiunea Agadez, Niger, cu o populație de 2.629 de locuitori (2001).